# Artur Haviksvleugel
Artur Paendrag Haviksvleugel is een personage in de serie Het Rad des Tijds van de Amerikaanse auteur Robert Jordan.
Artur leefde ongeveer 1000 jaar voor de serie. Hij werd 'Haviksvleugel' genoemd door de snelheid waarmee hij zijn legers kon verplaatsen. Zijn blazoen toonde dan ook een havik in de vlucht.
Hij was een befaamde veldheer die tegen de Valse Draak Guaire Amalasan optrok.
Nadat Guaire was verslagen ging Artur verder met het uitbreiden van zijn rijk. Na enkele jaren had hij alle landen ten westen van de Rug van de Wereld veroverd. Hij regeerde streng maar rechtvaardig; een kind zou gezeten op een paard met een zak goud op zijn rug van de Rug van de Wereld naar de Arythische Oceaan kunnen rijden zonder lastig te worden gevallen.
Een van zijn bekendste veldslagen was tegen een leger van Trolloks. Na de veldslag liet hij een ereteken plaatsen met daarop de namen van alle gesneuvelden.
Artur heeft ook weleens verliezen gekend. Hij belegerde bijvoorbeeld Tar Valon 20 jaar, maar het lukte hem niet de Aes Sedai te verslaan. Maar zijn grootste nederlaag is wel de poging de Aielwoestenij te veroveren.
Toen hij hoorde van geruchten over een land aan de andere kant van de Arythische Oceaan stuurde hij, heimelijk beïnvloed door Ishamael, zijn legers onder leiding van zijn zoon Luthair Mondwin de oceaan over. Ze bereikten inderdaad Seanchan wat ze na een tijd wisten te veroveren. 
Een tweede vloot werd uitgezonden naar Shara maar daar is niet zoveel van bekend. Het enige dat er van bekend is komt van de logboeken van het Zeevolk. Zij schreven dat ze 'heel veel brandende schepen' zagen.
Artur bleef hier echter onkundig van. Na zijn dood werd de wereld verscheurd door de Oorlog van de Honderd Jaren die in feite 123 jaar duurde. Toen de oorlog voorbij was, ontstonden de naties die tegenwoordig nog bestaan.